# Wapen van Maleisië

Wapen van Maleisië

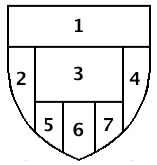
Indeling van het Wapen van Maleisië

Het wapen van Maleisië is na de onafhankelijkheidsverklaring in 1963 aangenomen, waarna het in 1965 nog veranderingen onderging.

## Beschrijving
Het schild op het wapen is in zeven delen opgesplitst, die staan voor de dertien staten en territoria van Maleisië. Hieronder een omschrijving per vlak van het schild met daarbij het gebied dat het symboliseert.
1. Het rode schildhoofd met vijf gouden krissen. De vijf krissen staan voor de voormalige staten Johor, Kedah, Kelantan, Perlis en Terengganu.
2. Het bovenste gedeelte van het vlak heeft een witte achtergrond met daarop een Areca. Hieronder is de Penangbrug, die Penang met het vasteland verbindt, in het zwart afgebeeld op een gele achtergrond. Ten slotte staan onderaan nog drie blauwe golfen. Dit vlak staat voor de staat Penang.
3. Dit veld staat centraal in het schild en is rood-zwart-wit-geel gestreept. De kleuren staan voor de Gefedereerde Malay Staten en zijn dezelfde als in de vlag van de Gefedereerde Malay Staten. Specifiek staan de kleuren rood, zwart en geel voor Negeri Sembilan, zwart en wit voor Pahang, wit en geel voor Perak en de kleuren rood en geel voor Selangor.
4. In het vierde veld staat de Phyllanthus emblica (een palmsoort) afgebeeld en staat voor Malakka.
5. Het vijfde veld verbeeldt een gedeelte van het wapen van Sabah.
6. De rode Hibiscusbloem wordt getoond op het zesde vlak. Deze bloem is een nationaal symbool van Maleisië. Voorheen stond dit vlak voor Singapore, toen dat land nog deel uitmaakte van Maleisië.
7. Het laatste vlak wordt gevuld met een afbeelding van de gewone neushoornvogel en staat voor de staat Sarawak.

Boven het schild zijn de islamitische symbolen wassende maan en ster afgebeeld. Deze symbolen komen ook terug in de vlag van Maleisië. Schildhouder is aan beide zijden een tijger en zijn oude koloniale symbolen. De tijgers waren voorheen ook schildhouders op het wapen van de Federatie van Malaya. Beide tijgers staan op een gouden tekstband waarop in Latijns schrift en in het Arabische schrift het motto van Maleisië staat. Vertaald naar het Nederlands staat er: Eenheid is kracht.

## Voormalige wapens

Wapen van de Federatie van Malaya
Wapen van Maleisië tussen 1963 en 1965.

Afghanistan · Armenië · Azerbeidzjan · Bahrein · Bangladesh · Bhutan · Brunei · Cambodja · China: Volksrepubliek / Republiek (Taiwan) · Cyprus · Filipijnen · Georgië · India · Indonesië · Irak · Iran · Israël · Japan · Jemen · Jordanië · Kazachstan · Kirgizië · Koeweit · Laos · Libanon · Malediven · Maleisië · Mongolië · Myanmar · Nepal · Noord-Korea · Oezbekistan · Oman · Oost-Timor · Pakistan · Palestina · Qatar · Rusland · Saoedi-Arabië · Singapore · Sri Lanka · Syrië · Tadzjikistan · Thailand · Turkmenistan · Turkije · Verenigde Arabische Emiraten · Vietnam · Zuid-Korea

Afhankelijke gebieden: Hongkong · Macau

Betwiste gebieden: Noord-Cyprus